# بريتاني أوت
بريتاني أوت (بالإنجليزية: Brittany Ott)‏ هي لاعبة هوكي الجليد أمريكية، ولدت في 12 يونيو 1990 في سانت كلير شورز في الولايات المتحدة.

## وصلات خارجية
- بريتاني أوت على موقع EliteProspects.com (الإنجليزية)
- بريتاني أوت على موقع HockeyDB.com (الإنجليزية)